# Anita Garibaldi

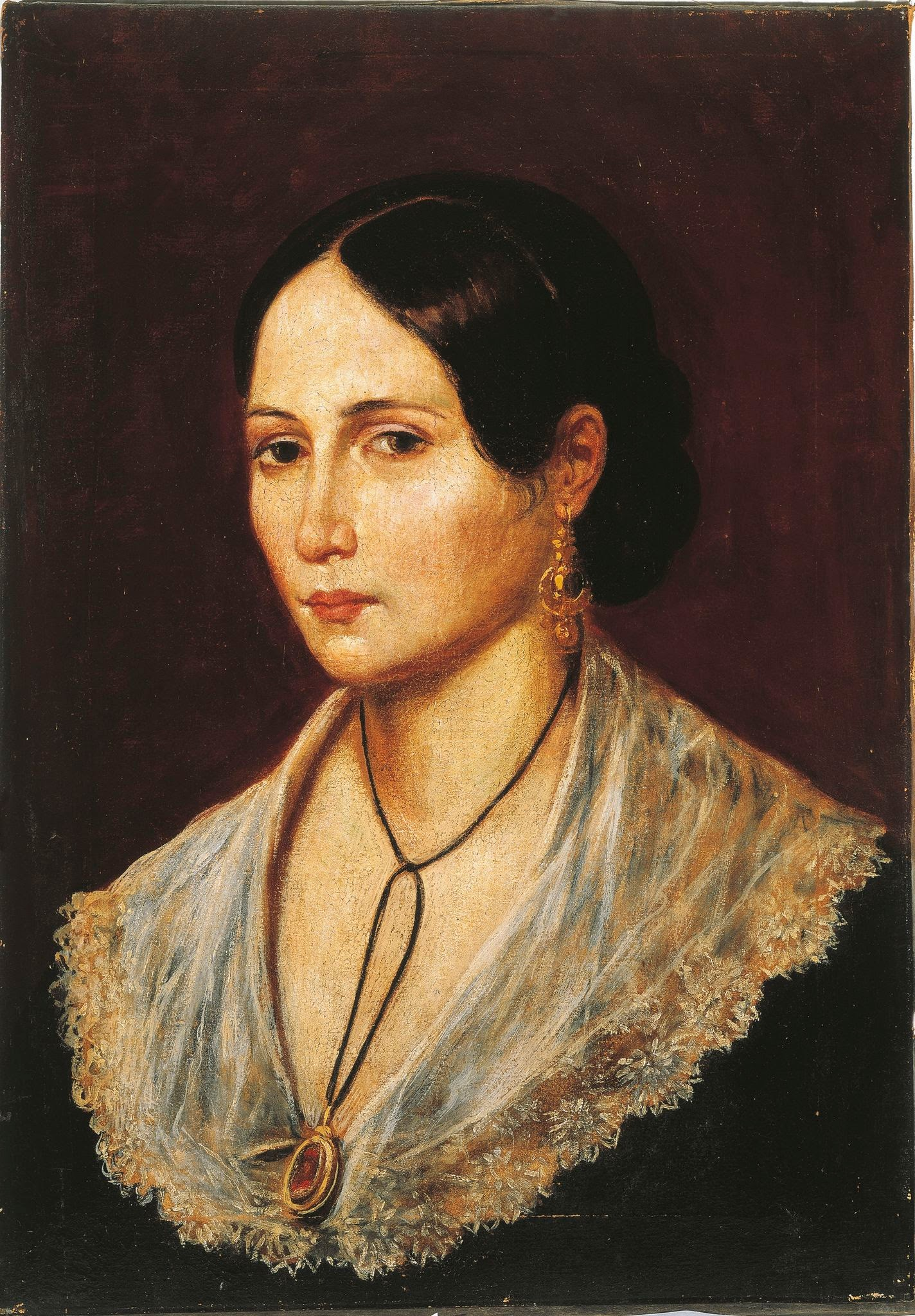
Portret van Anita Garibaldi
(1845), Gaetano Gallino, Museo del Risorgimento (Milaan)

Ana Maria de Jesus Ribeiro di Garibaldi (Laguna, 30 augustus 1821 – Mandriole, 4 augustus 1849), beter bekend als Anita Garibaldi, was een Braziliaanse revolutionair en echtgenote van Giuseppe Garibaldi. Hun relatie belichaamde de geest van de 19de-eeuwse romantiek. Anita Garibaldi vergezelde haar echtgenoot tijdens revoluties in Uruguay en Italië.

## Levensloop

### Jeugdjaren
Anita kwam in 1821 ter wereld als dochter van Maria Antonia de Jesus Antunes en Bento Ribeiro da Silva, een arm echtpaar van wie de wortels in de Azoren lagen. Ze groeide op in Laguna, een stad in het zuiden van Brazilië dat toentertijd deel uitmaakte van het Verenigd Koninkrijk van Portugal, Brazilië en de Algarve. Een jaar na haar geboorte werd Brazilië onafhankelijk. Op haar veertiende verjaardag werd Anita, die vanaf haar jeugd bedreven was in paardrijden, door haar moeder uitgehuwelijkt aan Manuel Duarte Aguiar.

### Leven met Garibaldi
Tijdens de Lompenoorlog (1835-1845) die tussen het keizerrijk Brazilië en binnenlandse opstandelingen werd uitgevochten, ontmoette Anita de revolutionair Giuseppe Garibaldi. Deze zeeman uit Nice was zijn moederland Piemont in 1836 ontvlucht en vocht aan de zijde van de republiek Piratini tegen het keizerlijke gezag. In juli 1839 wisten de revolutionairen Anita's geboortestad Laguna te veroveren. In de dankmis die volgde, op 22 juli, troffen Anita en Giuseppe elkaar. Niet veel later sloot Anita zich bij hem aan en vocht zij mee tijdens verschillende treffens in de Lompenoorlog. 
Begin 1840, tijdens de Slag om Curitibanos, werd Anita gevangen genomen door de Braziliaanse keizerlijke troepen. De commandant van het keizerlijk leger vertelde haar dat Giuseppe was gesneuveld en gaf haar toestemming zijn lijk te zoeken op het slagveld. Anita kon het lijk van haar geliefde echter niet vinden, wat haar sterkte in de overtuiging dat hij nog leefde. Te paard vluchtte ze daarop, zwanger van haar eerste kind, van haar bewakers, die wel haar paard wisten neer te schieten. Na een paar dolende dagen wist Anita Vacaria te bereiken, waar ze zich weer bij Giuseppe voegde. Enkele maanden maanden later beviel Anita van haar oudste zoon Menotti Garibaldi, vernoemd naar de Italiaanse patriot Ciro Menotti. Vanwege de val van haar paard tijdens haar vlucht kwam Menotti ter wereld met een vervormde schedel.
Het gezin verhuisde in 1841 naar Montevideo. In eerste instantie werkte Giuseppe daar als schoolmeester, maar in 1842 richtte hij een Italiaans vrijwilligersleger op waarmee hij meestreed in de Uruguayaanse Burgeroorlog. Ook Anita streed mee tijdens dit conflict. Op 26 maart 1842 traden Anita en Giuseppe met elkaar in het huwelijk. Tijdens hun verblijf in Montevideo werden ook hun drie andere kinderen geboren: Rosita, Teresita en Ricciotti Garibaldi. 

### Overlijden
Toen in Italië tijdens het revolutiejaar 1848 diverse opstanden uitbraken trokken de Garibaldi's naar Rome, waar Giuseppe zich met zijn vrijwilligersschare mengde in de strijd. Zo was hij onder meer betrokken bij de Eerste Italiaanse Onafhankelijkheidsoorlog. Ook nam hij samen met Anita, zwanger van hun vijfe kind, deel aan de verdediging van de nieuwgevormde Romeinse Republiek tegen een alliantieleger onder leiding van de Tweede Franse Republiek en het keizerrijk Oostenrijk. Toen de Fransen een bres in Aureliaanse Muur sloegen op 30 juni 1849, vluchtte Anita samen met andere garibaldisten naar Ravenna. Nabij die stad, in het dorp Mandriole, overleed Anita Garibaldi ziek en verzwakt door malaria op 4 augustus 1849. Ze werd begraven in Genua.

## Nalatenschap
Anita's leven speelde zich af tijdens het revolutionaire liberalisme, waar het socialisme zich nog niet van had afgesplitst. Doordat zij uitgebreid in de memoires van haar echtgenoot Giuseppe Garibaldi werd genoemd en als vrouw meevocht in verschillende oorlogen, is zij in Zuid-Amerika en Italië vanuit feministisch oogpunt een symbool: zij is een van de eerste vrouwen die een voorname rol innamen in de (formele) geschiedschrijving van deze landen. In Brazilië werd een gemeente naar haar genoemd en de componisten Francisco Braga en Heinz Geyer componeerden opera's over haar (respectievelijk 1912, 1922).
Tijdens de fascistische dictatuur van Benito Mussolini gold Anita als een toonbeeld van strijdbaar moederschap. In 1932, waarin zowel het tienjarig bestaan van het fascistische bewind werd gevierd als de vijftigste sterfdag van Garibaldi, liet Mussolini het lichaam van Anita hergebraven in Rome. Op de Janiculum, waar reeds een ruiterstandbeeld voor Giuseppe stond, kwam op last van Mussolini ook een ruiterstandbeeld van Anita te staan, vlak bij de plaats waar de Fransen in 1849 de stad waren binnengedrongen. 
In 2012 verscheen ter ere van 150 jaar Italië een door de Italiaanse overheid gefinancieerde filmserie over haar leven.